# Dino Marcan
 Dino Marcan  nacido el 12 de febrero de 1991 es un tenista profesional de Croacia.

## Carrera
Su ranking más alto a nivel individual fue el puesto Nº 289, alcanzado el 9 de julio de 2012. A nivel de dobles alcanzó el puesto Nº 155 el 30 de julio de 2012.
Hasta el momento ha obtenido 3 títulos de la categoría ATP Challenger Series, todos ellos en dobles, así como también varios títulos Futures tanto en individuales como en dobles.

## Títulos; 3 (0 + 3)
| Leyenda                     | Individuales | Dobles |
| --------------------------- | ------------ | ------ |
| Grand Slam                  | 0            | 0      |
| ATP World Tour Finals       | 0            | 0      |
| ATP World Tour Masters 1000 | 0            | 0      |
| ATP World Tour 500 Series   | 0            | 0      |
| ATP World Tour 250 Series   | 0            | 0      |
| ATP Challenger Series       | 0            | 3      |

### Dobles
| N.º | Fecha      | Torneo                   | Superficie    | Pareja         | Rivales en la final             | Resultado       |
| --- | ---------- | ------------------------ | ------------- | -------------- | ------------------------------- | --------------- |
| 1.  | 15.04.2012 | Challenger de Blumenau   | Tierra batida | Marin Draganja | Blaž Kavčič Antonio Veić        | 6-2, 6-0        |
| 2.  | 05.05.2013 | Challenger de Yunnan     | Tierra batida | Victor Baluda  | Samuel Groth John-Patrick Smith | 6-77, 6-4, 10-7 |
| 3.  | 13.09.2014 | Challenger de Banja Luka | Tierra batida | Antonio Šančić | Jaroslav Pospíšil Adrian Sikora | 7-5, 6-4        |